# Вильгельм (герцог Австрии)
Вильгельм (нем. Wilhelm; 1370, Вена — 15 июля 1406, Вена) — герцог Австрии с 1386 года из Леопольдинской линии династии Габсбургов.

## Биография

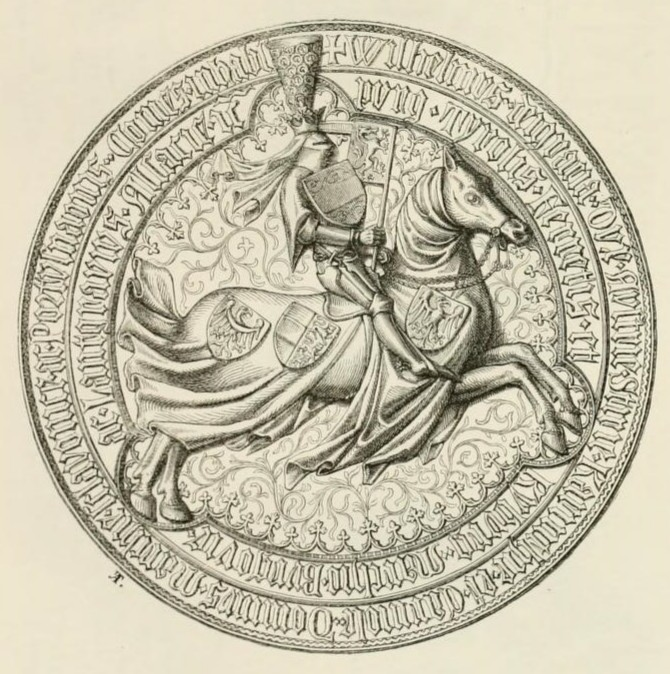
Печать Вильгельма

Вильгельм был старшим сыном австрийского герцога Леопольда III и Виридис Висконти, принцессы Миланской.
После гибели отца в битве при Земпахе в 1386 году Вильгельм унаследовал Штирию, Каринтию, Крайну, Тироль и Переднюю Австрию (в собственно герцогстве Австрия правила Альбертинская линия габсбургского дома). Соправителем Вильгельма стал его брат Леопольд IV, однако первое время фактическая власть во владениях Леопольдинской линии принадлежала регенту и опекуну молодых герцогов Альбрехту III.
По достижении совершеннолетия Вильгельм и Леопольд IV в 1396 году разделили свои наследственные земли: Леопольд IV стал правителем Тироля и Передней Австрии, а Вильгельм получил Штирию, Каринтию и Крайну (так называемую Внутреннюю Австрию). Таким образом некогда единая австрийская монархия была разделена на три части.
Вильгельм известен тем, что предпринял одну из первых громких попыток в габсбургском доме использовать династический брак для существенного расширения своих владений. Позднее практика присоединение земель путём браков стала одним из главных способов роста и укрепления влияния Австрийской монархии в Центральной Европе, что даже дало рождение девизу «Женись, счастливая Австрия!» (лат. Tu felix Austria, nube!). Вильгельм избрал себе в невесты Ядвигу Анжуйскую, младшую дочь Лайоша I Великого, короля Венгрии и Польши. В качестве приданого её отец обещал значительные земельные владения в Венгрии, а кроме того этот брак открывал перед Вильгельмом возможности его избрания в будущем королём Польши или Венгрии. Действительно, после смерти Лайоша Ядвига в 1384 году была признана польской королевой. Однако под давлением польских магнатов идея брака с Вильгельмом была отставлена, и она вышла замуж за великого князя Литовского Ягайло, согласно Кревской унии.
Потерпев неудачу в проекте польского брака, Вильгельм в 1401 году женился на Иоанне II, неаполитанской принцессе, будущей королеве Неаполя, также из Анжуйской династии. Однако этот брак был неудачным и не принёс Вильгельму потомства.
После смерти австрийского герцога Альбрехта IV в 1404 году Вильгельм вступил в борьбу со своими братьями за право опеки над несовершеннолетним Альбрехтом V и власть в Австрии. Но в 1406 году Вильгельм неожиданно скончался.

### Брак
- (1401) Иоанна II Анжуйская (1373—1435), принцесса, а позднее королева Неаполитанская

Детей герцог Вильгельм не имел.